# Ostel
Ostel település Franciaországban, Aisne megyében. Lakosainak száma 91 fő (2022. január 1.). Ostel Aizy-Jouy, Braye-en-Laonnois, Chavonne, Chevregny, Monampteuil, Soupir, Vailly-sur-Aisne és Pargny-et-Filain községekkel határos.

## Népesség
A település népességének változása:
| Lakosok száma | 130  | 94   | 96   | 83   | 79   | 77   | 80   | 90   | 91   | 91   |
|               | 1968 | 1982 | 1990 | 2006 | 2013 | 2015 | 2017 | 2019 | 2020 | 2022 |